# Skogshorn

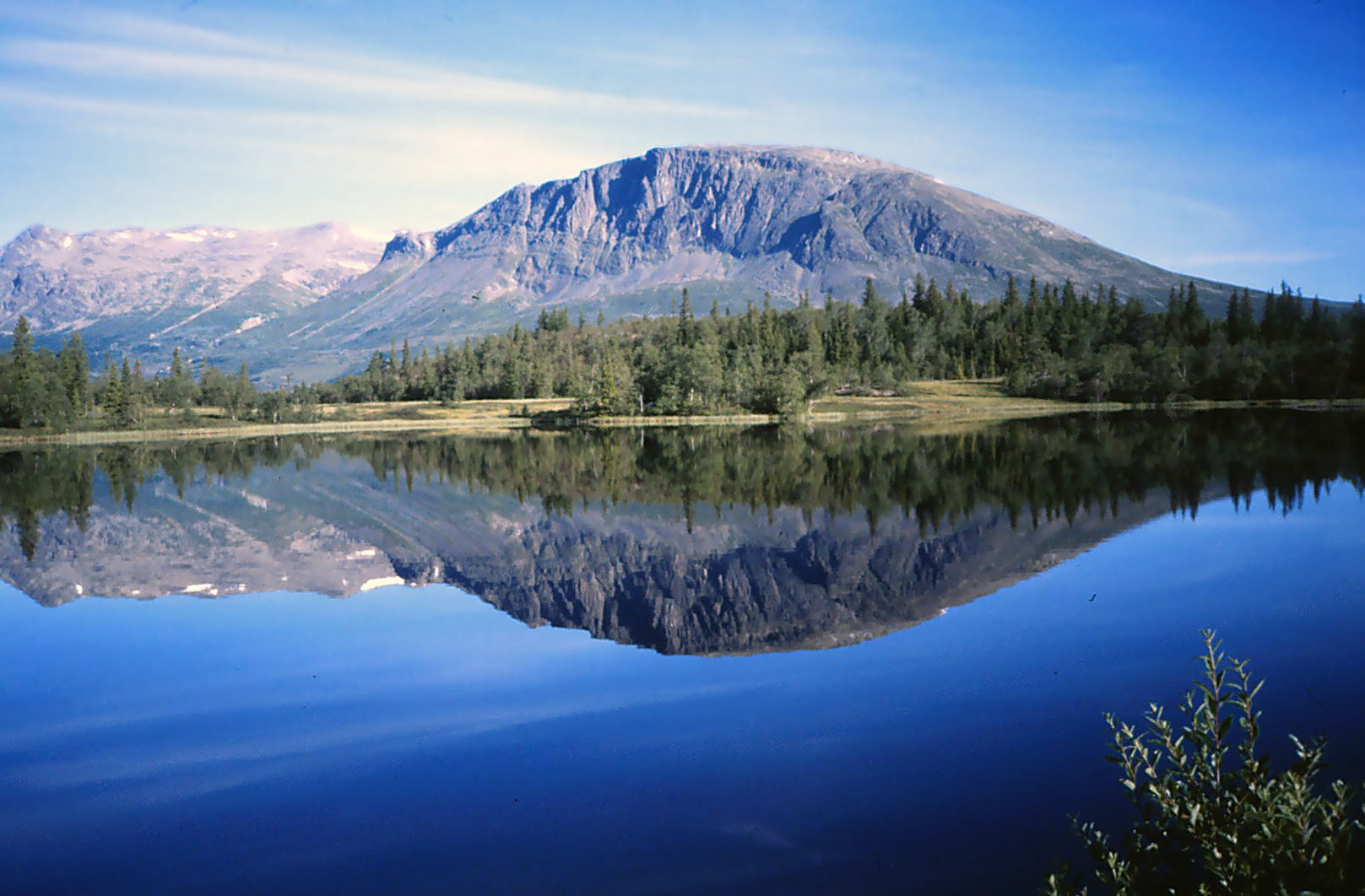
Skogshorn

Skogshorn of Skogshødn is een berg op de grens van Hemsedal en het district Valdres in de Noorse provincies Buskerud en Innlandet.
Skogshorn is een deel van de Hemsedal Top 20.